# Más allá de los eones
"Más allá de los eones" es un relato corto de H. P. Lovecraft y Hazel Heald, una escritora de Somerville, Massachusetts. Fue publicado en abril de 1935 en la revista Weird Tales, siendo la última en ver la luz de las cinco historias que Lovecraft revisó para Heald y aparecidas bajo el nombre de ella. La acción se centra en un museo de Boston que exhibe una momia antigua recuperada de una isla sumergida.

## Relato

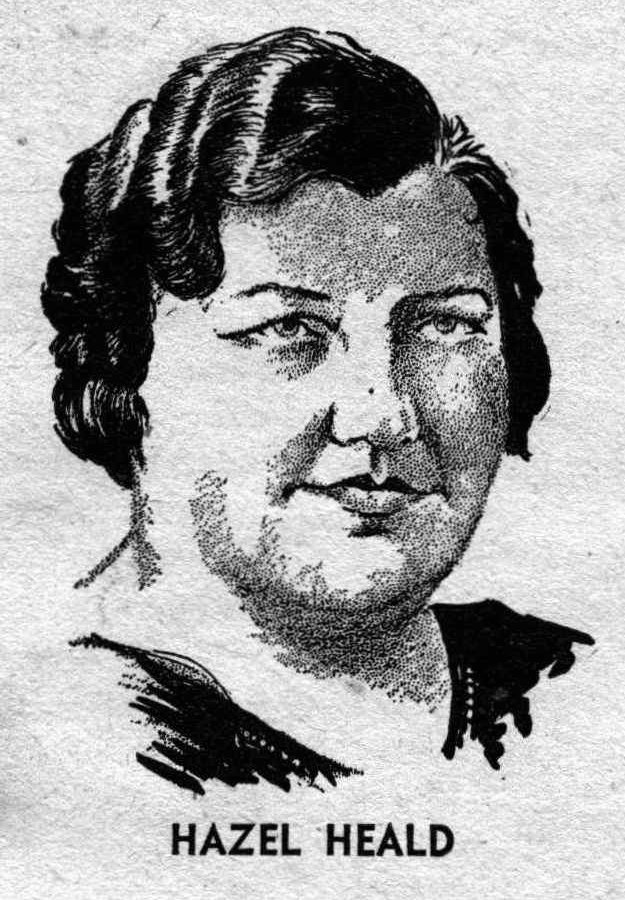
Hazel Heald c.1932

La historia se narra desde el punto de vista del conservador del Museo Cabot en Boston. En 1879, el capitán de un carguero descubrió una isla desconocida, presumiblemente emergida debido a la actividad volcánica. De allí, recupera una momia extraña y un cilindro de metal que contiene un rollo. Un año más tarde, la momia es puesta en exhibición en el museo, y la isla misteriosamente desaparece sin rastro, probablemente al sumergirse de nuevo.
Con los años, la momia adquiere reputación por su posible vínculo con una antigua historia del Libro Negro escrito por Friedrich von Juntz donde se cuenta que un hombre llamado T'yog, desafió a Ghatanothoa, uno de los dioses de Yuggoth, utilizando el poder de un rollo mágico, obra de los Grandes Antiguos que se habían opuesto a Ghatanothoa. Mientras dormía, aun así, uno de los miembros del culto al infame dios le robó el rollo mágico y lo reemplazó por una falsificación; ignorándolo, T'yog fue a enfrentarse al dios y nunca fue vuelto a ver. Cuando este posible vínculo con el Libro Negro y T'yog llega al público en general, el narrador empieza a notar que cada vez más extranjeros sospechosos vienen al museo.
Pronto, se producen varios intentos por robar la momia. Durante uno de ellos, dos hombres, armados con el rollo auténtico, mueren cuando la momia aparentemente cobra vida, abriendo los ojos y revelando una imagen de la forma aproximada de Ghatanothoa. La imagen tiene el poder de Ghatanothoa de petrificar a cualquiera que lo vea, convirtiendo a uno de los ladrones en momia, pero la imagen ya se había desvanecido de las retinas cuando el conservador lo examina, y solo lo asusta. Aunque no entiende lo que ha visto, el conservador se ve terriblemente perturbado. Ordena una autopsia de la caja craneal de la momia. El conservador y todos los presentes quedan impresionados al descubrir que el cerebro de la momia está todavía vivo. La momia son los restos vivientes de T'yog, que ha permanecido petrificado pero plenamente consciente de su entorno durante cientos de miles de años.

## Conexiones
- Varias entidades de los Mitos de Cthulhu son mencionados en esta historia, incluyendo Shub-Niggurath y Yig, quienes inspiran a T'Yog el protegerse con el rollo del poder de Ghatanothoa.
- El primer conservador del Museo Cabot es nombrado como "Pickman", compartiendo apellido con el personaje homónimo de Lovecraft en "El modelo de Pickman".
- Uno de los visitantes del museo es un hombre extraño que se dice llamar "Swami Chandraputra"; Es de hecho Randolph Carter, quien, cuando es descrito en "A través de las Puertas de la Llave de Plata", utiliza ese alias después de que su mente quede atrapada en un cuerpo ajeno.
- La historia ayudó a inspirar el Ciclo de la leyenda de Xothic de Lin Carter.

## Adaptaciones
Robert Bloch escribió una adaptación de la historia en 1971 para la serie de televisión Night Gallery, aunque finalmente no fue producida. Fue reescrito por Alvin T. Sapinsley, filmado, y retransmitido como "Last Rites of a Dead Druid". El guion de Sapinsley no guardaba ninguna relación con el cuento original de Lovecraft adaptado por Bloch.

## Edición en castellano
- Lovecraft, Howard Phillips (2013, reedición 2019). Más allá de los eones y otras historias en colaboración (José María Nebreda, trad.). Gótica 91. Madrid: Valdemar. ISBN 978-84-7702-895-6.